# Konica Cup 1987
Die Konica Cup 1987 im Badminton fand vom 18. bis zum 22. Februar 1987 in Singapur statt. Es war die erste Auflage dieser Veranstaltung. Die vollständige Bezeichnung der Veranstaltung war Konica Cup – The Invitational Asian Badminton Championships.

## Sieger und Platzierte
| Disziplin    | Gold                            | Silber                     | Bronze                         |
| ------------ | ------------------------------- | -------------------------- | ------------------------------ |
| Herreneinzel | Misbun Sidek                    | Eddy Kurniawan             | Foo Kok Keong                  |
| Dameneinzel  | Elizabeth Latief                | Gu Jiaming                 | Han Aiping                     |
| Herrendoppel | Bobby Ertanto Liem Swie King    | Hadibowo Rudy Heryanto     | Chen Kang Ding Qiqing          |
| Damendoppel  | Hwang Hye-young Chung Myung-hee | Ivanna Lie Rosiana Tendean | Verawaty Fajrin Yanti Kusmiati |

## Spiel um Platz 3
| Disziplin    | Sieger                         | Finalist                    | Ergebnis           |
| ------------ | ------------------------------ | --------------------------- | ------------------ |
| Herreneinzel | Foo Kok Keong                  | Joko Suprianto              | 15–10, 12–15, 15–9 |
| Dameneinzel  | Han Aiping                     | Zheng Yuli                  | w.o.               |
| Herrendoppel | Chen Kang Ding Qiqing          | Lee Deuk-choon Kim Moon-soo | 15–2, 15–3         |
| Damendoppel  | Verawaty Fajrin Yanti Kusmiati | Han Aiping Lai Caiqin       | 15–12, 15–9        |

## Finalergebnisse
| Disziplin    | Sieger                          | Finalist                   | Ergebnis         |
| ------------ | ------------------------------- | -------------------------- | ---------------- |
| Herreneinzel | Misbun Sidek                    | Eddy Kurniawan             | 15-13, 15-8      |
| Dameneinzel  | Elizabeth Latief                | Gu Jiaming                 | 1-11, 11-6, 11-6 |
| Herrendoppel | Liem Swie King Bobby Ertanto    | Hadibowo Rudy Heryanto     | 15-2, 15-4       |
| Damendoppel  | Hwang Hye-young Chung Myung-hee | Rosiana Tendean Ivanna Lie | 15-5, 15-4       |